# Saint-Aignan (Loir-et-Cher)
Saint-Aignan település Franciaországban, Loir-et-Cher megyében. Lakosainak száma 2826 fő (2022. január 1.). Saint-Aignan Orbigny, Châteauvieux, Mareuil-sur-Cher, Noyers-sur-Cher és Seigy községekkel határos.

## Népesség
A település népessége az elmúlt években az alábbi módon változott:
| Lakosok száma | 3445 | 3600 | 3672 | 3257 | 2902 | 2883 | 2849 | 2852 | 2839 | 2826 |
|               | 1968 | 1982 | 1990 | 2006 | 2013 | 2015 | 2017 | 2019 | 2020 | 2022 |

## Nevezetességek
- Beauval Állatkert (ZooParc de Beauval)